# Seriencamp
Das Seriencamp (Titelzusatz: Internationales Festival für Serien und TV-Kultur) ist ein Festival, das sich ausschließlich Fernsehserien und ihrer fachlichen Diskussion verschrieben hat. Im Rahmen des Festivals werden seit 2015 unter anderem Serienpremieren aus der ganzen Welt auf Kinoleinwänden gezeigt. In den ersten Jahren fand das Festival in München statt. Mit der neunten Auflage 2023 wurde das Festival nach Köln verlegt. Das Event teilt sich in das Seriencamp Festival, ein frei zugängliches Publikumsfestival mit kostenfreien Screenings von Serienfolgen aus der ganzen Welt, und in die Seriencamp Conference, eine Fachveranstaltung, auf der sich Macher, Autoren, Produzenten und Senderverantwortliche zum kreativen Austausch treffen.

## Geschichte
Die Veranstaltung wird von der Seriencamp UG organisiert. Vom 15. bis 18. Oktober 2015 fand das erste Seriencamp Festival an der Hochschule für Fernsehen und Film (HFF) statt. Mit über 4000 Besuchern wurde es ein so großer Erfolg, dass umgehend von einer zweiten Ausgabe gesprochen wurde. Diese fand vom 20. bis 23. Oktober 2016 abermals an der HFF in München statt – dieses Mal mit insgesamt zwei Fachtagen und den erstmals vergebenen Seriencamp Awards. Die dritte Ausgabe des Festivals fand vom 26. bis zum 29. Oktober 2017 abermals in München statt und konnte circa 5000 Besucher verbuchen. 2018 war neben dem langjährigen Partner Sky Deutschland auch erstmals die Deutsche Telekom mit Magenta TV als Hauptsponsor dabei. Knapp 6000 Besucher fanden den Weg zur vierten Ausgabe.
Die fünfte Ausgabe fand vom 8. bis 10. November 2019 vor 7000 Besuchern statt, neue Partner in diesem Jahr waren Amazon Prime Video, Joyn und Starzplay.
Die sechste Ausgabe fand im November 2020 aufgrund der COVID-19-Pandemie ausschließlich online statt. In einer eigens geschaffenen VOD-Plattform (Watchroom) konnten zwei Wochen lang einzelne Episoden von 80 Serien kostenlos gestreamt werden. Zusätzlich wurde an drei Tagen ein Livestream produziert, in dem es Interviews und Gesprächsrunden zu sehen gab.
2021 fand das Seriencamp hybrid statt: Neben dem digitalen Watchroom gab es ausgesuchte Premierenscreenings in der Astor Filmlounge im Arri. Erstmals war auch Disney+ als Hauptpartner dabei. 2023 zog das Festival um nach Köln.

## Seriencamp Conference
Die Fachveranstaltung Seriencamp Conference fokussiert sich auf aktuelle Entwicklungen in der internationalen Serienlandschaft und richtet sich an Kreative, Autoren, Produzenten, Regisseure, Vertriebe und Sender/Streamingdienste gleichermaßen und „widmet sich den unterschiedlichen Aspekten von Entwicklung, Produktion und Vertrieb von Serien in einem sich stetig verändernden Umfeld.“ Gleichzeitig wird versucht, in Netzwerkveranstaltungen den europäischen und internationalen Austausch zu stärken. Durch Pitching- und Matchmaking-Programme werden Kreative mit potentiellen Partnern zusammengebracht, so sind bereits mehrere Serien auf der Seriencamp Conference entstanden.
2019 war die Conference mit 450 Besuchern frühzeitig ausverkauft. 2020 fand die Veranstaltung ausschließlich digital statt, 2021 hybrid: digital und vor Ort, allerdings wegen der Corona-Pandemie nur an einem Tag.
Die Conference wird von zahlreichen Unternehmen unterstützt und gefördert vom FilmFernsehFonds Bayern sowie dem Bayerischen Staatsministerium für Digitales.

## Seriencamp Festival
Neben einem Rahmenprogramm werden ein bis zwei Folgen verschiedener nationaler und internationaler Serienproduktionen präsentiert, während im ersten Jahr 143 Beiträge eingereicht wurden, waren es im Jahr 2019 bereits 320. In der fünften Ausgabe waren beispielsweise 47 verschiedene Produktionen aus 22 Ländern weltweit vertreten. Im Rahmen des Festivals feierten unter anderem Der Tatortreiniger, The Expanse, Dignity, Hindafing und Spy City ihre Weltpremieren. Durch Vielzahl der internationale Beiträge feierten unter anderem The New Pope, Hackerville, One Night, Undercover, SS-GB und weitere dort die Deutschlandpremiere.

### Preisträger
Seit 2016 wurden in drei Kategorien Preise vergeben: der Audience Choice Award, der Digital Short Form Award und der Digital Short Form Award. 2021 kam der Critics’ Choice Award und 2023 der Pilot Peek Award hinzu.

#### Audience Choice Award
Jedes Jahr wählt das Publikum aus allen ausgestrahlten Serie den Preisträger des Audience Choice Award.
- 2016: Westworld (Vereinigte Staaten)
- 2017: Mary Kills People (Kanada)
- 2018: Undercover (Belgien)
- 2019: Beforeigners (Norwegen)
- 2020: Trickster (Kanada)
- 2021: The Last Socialist Artefact (Kroatien)
- 2022: Le Monde De Demain (Frankreich)[14]
- 2023: Der Schatten (Deutschland)
- 2024: 30 Tage Lust (Deutschland)

#### Official Competition Award
Eine Jury aus Branchenkennern, unter anderem waren schon Jochen Schropp, Philip Birnstiel und Birgit Fuß Teil der Jury, wählt einen Preisträger aus acht ausgewählten Produktionen.
- 2016: Call My Agent! (Frankreich)
- 2017: Generation B (Belgien)
- 2018: Informer (Vereinigtes Königreich)
- 2019: ZeroZeroZero (Italien)
- 2020: La Jauría (Chile)
- 2021: Thunder In My Heart (Schweden)
- 2022: I Am Earth (Norwegen)[16]
- 2023: I'm a Virgo (Vereinigte Staaten)
- 2024: Lost Boys & Fairies (Vereinigtes Königreich)

#### Digital Short Form Award
Eine Jury aus Experten mit starkem Bezug zu Webserien wählt einen Preisträger aus einer Vorauswahl aus.
- 2016: Fett und Fett (Deutschland)
- 2017: Bruce (Australien)
- 2018: This is Desmondo Ray! (Australien)
- 2019: Lost In Traplanta (Frankreich)
- 2020: Tu préfères (Frankreich)
- 2021: Tony (Argentinien)
- 2022: Sexfluencing (Vereinigtes Königreich)[18]
- 2023: Martine À La Plage (Kanada)
- 2024: Samuel (Frankreich)

#### Critic’s Choice Award (seit 2021)
Eine Jury aus Journalisten, Podcastern und Serien-Experten wählt live auf der Bühne ihren Favoriten aus dem Festival-Programm.
- 2021: Reservation Dogs (USA) Jury: Patrick Heidmann (Filmkritiker, u. a. Spiegel, Zeit), Hanna Huge (Serienjunkies), Daniel Schröckert (Rocket Beans), Emily Thomey (Serienpodcast „Glotz und Gloria“).
- 2022: The Bear (USA)[19] Jury: Arabella Wintermayr (u. a. taz, Berliner Zeitung & der Freitag), Journalist und Autor Julian Ignatowitsch (Öffentlich-rechtlicher Rundfunk), freie Journalistin und Autorin Kathrin Hollmer (u. a. Süddeutsche Zeitung, Zeit Online & Übermedien) sowie Ren Kühn („SerienFlash“).[20]

- 2023: Bargain (Südkorea). Jury: Emily Thomey (Kulturjournalistin und freie Autorin, Kulturpodcast „Lakonisch Elegant“, Serienpodcast „Glotz und Gloria“), Michael Müller (Redakteur bei Blickpunkt:Film), Jörn Behr (Podcast Glotz und Gloria), Lisa Ludwig (Chefredakteurin von Moviepilot).[21]

#### Pilot Peek Award (seit 2023)
Mit dem Pilot Peek Award wird ein Pilot geehrt, noch bevor die Idee in Serie geht.
- 2023: Appetite (Australien)

Deadline Disruptor Award (seit 2024)
Mit dem Deadline Disruptor Award werden herausragende Persönlichkeiten aus der deutschen TV- und Filmbranche geehrt, die die Branche durch Exzellenz und das Durchbrechen von Grenzen prägen.
- 2024: Annette Hess